# Ponte Guangji
A Ponte Guangji, que significa “ponte da grande caridade“, também conhecida como Ponte Xiangzi, é uma antiga ponte localizada no Rio Han em Chaozhou, na província de Cantão, na China. É conhecida como uma das quatro pontes mais antigas e famosas do país – as outras três são a ponte de Zhaozhou, Ponte Lugou e a Ponte Luoyang. Esta ponte é tão importante para a região, que há um ditado popular que diz: “quem vai a Chaozhou e não visitar a ponte, não pode dizer que foi a Chaozhou.”.
Além da idade secular e significado histórico, a Ponte Guangji é especial porque é a primeira e única ponte flutuante do mundo que pode abrir e fechar. Uma parte da ponte é apoiada por dezoito barcos flutuantes, que podem ser movidos de lado para criar um canal aberto para que os navios e barcos possam atravessar. Originalmente, toda a ponte era uma estrutura flutuante suportada por oitenta e seis grandes barcos. Hoje em dia, apenas a seção do meio pode ser aberta.

## História
A Ponte Guangji foi construída pelo procurador Zeng Jiang no século XII. Ele a chamou de Ponte Flutuante, uma vez que foi feita com 86 grandes barcos, um ao lado do outro. Em 1174, ela foi destruída por uma enchente e reconstruída e melhorada gradualmente ao longo dos anos. Naqueles tempos, os distritos eram chefiados por procuradores que não só supervisionaram a lei e a ordem, mas também eram responsáveis pela administração do distrito.
A partir do final da Dinastia Song para o início da Dinastia Yuan, a ponte passou por uma série de reformas. Até então, os molhes oeste e leste tinham respectivamente 10 e 13 pilares. A parte móvel da ponte era composta por 24 barcos flutuantes e virou um importante centro comercial, 126 lojas com os mais diversos produtos foram montados nos barcos. No decorrer dos anos, e com a mudança das pessoas na procuradoria, a ponte teve diversos nomes e melhoramentos. Deng Yuanyuan mandou construir a maioria dos piers. Suas realizações foram muito salientes de modo que a ponte foi chamada de ponte Ding Gong. Em 1194, um procurador construiu um pavilhão na costa leste e nomeou a ponte de Jichuan.
Durante a dinastia Ming, a ponte foi reconstruída e renomeada ponte Guangji. Mais tarde, durante a dinastia Qing, estátuas de bois foram adicionadas em ambas as extremidades. A ponte, que mede cerca de 500 metros de comprimento, é agora suportada por 24 pilares de pedra e 18 barcos, e tem 24 pavilhões sobre os pilares. Com mais de 800 anos de história, a ponte Guangji foi premiada com o título nacional “Key Cultural Relic“, sendo um local protegido por lei. Uma ponte longa sobre águas turbulentas era obviamente, um grande feito de engenharia, mas ao longo dos séculos, as conquistas tecnológicas foram postas de lado, dando lugar as lendas que explicam a construção da ponte, e a de Guangji tem muitas, que os chineses locais adoram contar aos visitantes.